# Robots (film, 2023)
Pour les articles homonymes, voir Robots.
Pour plus de détails, voir Fiche technique et Distribution.
Robots est un film américain réalisé par Casper Christensen (en) et Anthony Hines, sorti en 2023.
Cette comédie romantique de science-fiction est basée sur le recueil de nouvelles Le Robot qui me ressemblait de Robert Sheckley, publiées entre 1968 et 1978.

## Synopsis
Dans le futur, l'Humanité est dépendante de la robotique avancée. Les êtres humains utilisent des androïdes réalistes comme serviteurs, ouvriers ou pour autres utilités. 
Issus d'un milieux aisé, Elaine et Charles utilisent des doubles androïdes d'eux-mêmes pour éviter les contraintes de temps, même pour leur rendez-vous amoureux. 
Mais un jour, leurs robots mutuels vont tomber amoureux et voler l'identité de leurs propriétaires afin de vivre leur romance. Après leur fuite, Elaine et Charles vont devoir réellement faire équipe pour les retrouver et ainsi reprendre leur petite vie monotone.

## Fiche technique
- Titre original : Robots
- Réalisation et scénario : Casper Christensen (en) et Anthony Hines
- Musique : Magnus Fiennes
- Décors : Travis Zariwny
- Costumes : Lisa Norcia
- Photographie : Luke Geissbuhler
- Montage : Matthew Freund
- Production : Cassian Elwes, Julien Favre, Stephen Hamel et Lars Sylvest

Producteurs délégués : Gongming Cai, Karen Cao, Ting Chen, Jere Hausfater et Thorsten Schumacher
- Sociétés de production : Company Films, Road Film, Rocket Science et Elevated
- Société de distribution : Neon (États-Unis)
- Budget : n/a
- Pays de production :  États-Unis
- Langue originale : anglais
- Format : couleur
- Genre : comédie romantique, science-fiction
- Durée : 93 minutes
- Dates de sortie[2] :
  - États-Unis : 19 mai 2023
  - France : 28 juillet 2023[3]
- Classification[4] :
  - États-Unis : R

## Distribution
- Shailene Woodley (VF : Jessica Monceau ; VQ : Catherine Brunet) : Elaine / E2 / E3
- Jack Whitehall (VF : Julien Allouf ; VQ : Louis-Philippe Berthiaume) : Charles Cameron / C2
- Paul Rust (VF : Sébastien Boju ; VQ : Nicholas Savard L'Herbier) : Zach
- Nick Rutherford (en) (VQ : Kevin Houle) : Ted Jr.
- Paul Jurewicz (VF : Franck Sportis ; VQ : Guillaume Cyr) : Ashley
- David Grant Wright (VF : Jean-François Aupied ; VQ : Sylvain Hétu) : Ted Cameron
- Emanuela Postacchini (VF : Caroline Bourg) : Francesca
- Chelsea Edmundson (VF : Charlotte Daniel) : Emily Denholm
- Jackamoe Buzzell (VQ : Bruno Marcil) : le shérif Bill Horton
- Samantha Ashley (VQ : Frédérique Dufort) : l'agent Chavez, adjointe du shérif
- Richard Lippert : David Schulman
- Kate Herman : Kiki Schulman

 Source et légende : version française (VF) sur RS Doublage

## Production
Emma Roberts devait initialement tenir le rôle d'Elaine, qui revient finalement à Shailene Woodley,,.
Le tournage a lieu en août 2021. Il se déroule au Nouveau-Mexique, notamment à Belen.